# Enrique Olivares Santana
Enrique Olivares Santana (San Luis de Letras, Pabellón de Arteaga, Aguascalientes; 22 de agosto de 1920 - Ciudad de México; 18 de marzo de 2004) fue un profesor y político mexicano, miembro del Partido Revolucionario Institucional. Fue gobernador de su estado, Aguascalientes y Secretario de Gobernación.

## Biografía
Enrique Olivares inició su carrera política en su estado, Aguascalientes, ocupando una diputación local y una federal, fue presidente estatal del PRI y gobernador de Aguascalientes entre 1962 y 1968, al terminar su sexenio fue secretario general del Comité Ejecutivo Nacional del PRI, senador de la República y presidente del Senado. En mayo de 1979 el presidente José López Portillo lo designó secretario de Gobernación, cargo en el permaneció hasta 1982. Además de estos cargos fue director de: BANOBRAS, Caminos y Puentes Federales (CAPUFE), BANPECO, INFONAVIT e INDECO. En 1992 Carlos Salinas de Gortari lo designó primer embajador de México en la Santa Sede.
Asistió como representante de México al funeral de Josip Broz, "Tito", el 8 de mayo de 1980.
Su hijo Héctor Hugo Olivares Ventura ha desempeñado importantes cargos en la estructura nacional del PRI y en 1998 fue candidato a gobernador de Aguascalientes, siendo derrotado por el candidato del PAN Felipe González González.
Su hijo César Olivares Ventura falleció en un accidente aéreo en abril de 1968 siendo gobernador de Aguascalientes y representando a su padre en el viaje inaugural de la ruta aérea México-Aguascalientes.